# ライアン・モロイ
ライアン・モロイ（Ryan Molloy、1972年11月21日 - ）はイギリスの歌手、ミュージカル俳優。

## 略歴
フランキーゴーズハリウッドの再結成キャリア：
ライアン・モロイは1990年代後半に Jamiroquaiや The Lighthouse Familyのサポートで Ultra等でのバンドでヴォーカルを始めた。
ミュージカルの舞台にも数多く出演。ロンドンのプロダクションのシェークスピアの「ベニスの商人」や「マクベス」等。2004年には National TheatreでのオリジナルキャストとしてJerry Springer – The Operaでトランスジェンダーのトレモント役を演じ、オリビエ賞の助演男優賞を獲得。またウエストエンドのヒットミュージカル「 Taboo」にて Boy George や Lyn Paulとともに Steve Strange役を演じた。
2004年10月には200人を超える公募からフランキー・ゴーズ・トウ・ハリウッドの新しいリードヴォーカリストに選ばれ、ウフェンブレイ・アリーナで開催された英国皇室主催のチャリティー・コンサートに出演、さらにツアーに参加。
ソングライター、歌手、俳優として2005年には  Eurythmicsの Dave Stewartとパロディー・ドクメンタリーPlatinum Weirdを手がけた。それには Christina Aguilera, Gwen Stefani、 Carmen Electraらも参加した。
2006年にはBen Eltonの Rod Stewartのミュージカル、Tonight's The Night.にスチュアートの役で出演。また2006年8月には自らのバンドSuntanで Edinburgh Festivalに参加し、 Jools Hollands' Jam House Clubに出演。
2008年からはウエストエンド（ West End）制作のミュージカル「ジャージー・ボーイズ」（ Prince Edward Theatre）のオリジナルキャストとしてフランキー・ヴァリ役で出演、6年間同役を務めた。2014年3月に同役でウエストエンドでの最長公演記録を打ち立てて同役を去る。同時に映画「ジャージー・ボーイズ」サントラ盤のヴォーカル収録にも参加。2014年7月から10月まで期間限定でブロードウェイ「ジャージー・ボーイズ」同役を務めた。
英国ではジャージーボーイズとして多数のテレビ番組に出演。他、自身での作曲、様々なミュージシャンとのコラボレーションなど、ボーカリストとしてやミュージカル俳優としてだけでなく幅広く音楽活動を展開している。
2016年には、RM MUSICレーベルより初の日本版CD『ターン・オン・ザ・ナイト』を日本国内のCD店にて発売し、有志による日本語に翻訳した歌詞およびライナーノーツなど、日本仕様になっている。
この日本版CDにより実質的に日本デビューを果たす。

## ディスコグラフィー

### アルバム
- Turn On The Night (2016)

### カヴァー・アルバム
- Sing's Frankie (2016)